# قيمة الوجود
قيمة الوجود (بالإنجليزية: Existence value)، هي فئة ذات قيمة اقتصادية، تعكس الفائدة التي يتلقاها الناس من معرفة أن موردًا بيئيًا معينًا، مثل أنتاركتيكا، أو جراند كانيون، أو الأنواع المهددة بالانقراض، أو أي كائن أو شيء آخر موجود. 
قيمة الوجود هي مثال بارز على قيمة عدم الاستخدام، لأنها لا تتطلب اشتقاق الأداة من الاستخدام المباشر للمورد: تأتي الأداة من مجرد معرفة أن المورد موجود. تم تقديم الفكرة لأول مرة بواسطة جون في. كروتيلا، على الرغم من أنه استخدم مصطلح «القيمة العاطفية».
كما يشرح مجلس الملكة الخاص الكندي نسخة محفوظة 7 سبتمبر 2006 على موقع واي باك مشين.، فإن قيمة الوجود هي «مفهوم يستخدم للإشارة إلى القيمة الجوهرية لبعض الأصول، والتي عادة ما تكون طبيعية / بيئية. وهي قيمة الفوائد المستمدة من وجود الأصل وحده. على سبيل المثال، يمكن تقييم الشجرة بعدد من الطرق، بما في ذلك قيمة استخدامها (مثل الخشب) وقيمة الوجود (وجودها ببساطة) وقيمة الخيار (قيمة الأشياء التي يمكن استخدامها). قيمة الوجود منفصلة عن القيمة المتراكمة عن أي استخدام أو استخدام محتمل للأصل.»   